# 매자나무
매자나무는 미나리아재비목 매자나무과의 식물이다. 한국 특산종이며, 학명은 Berberis koreana이다.

## 생태
갈잎 떨기나무로 다 자라도 키가 2미터를 넘지 않는다. 홈이 많이 파인 잔가지가 많이 나고 1센티미터가 채 되지 않는 가시가 달렸다. 가지의 마디마다 대여섯 장씩 모여 나는 잎은 달걀 모양이며 가죽질이고 가장자리에 고르지 않은 톱니가 있다. 잎 뒷면에는 주름이 많다. 5월쯤 잎겨드랑이마다 아주 작고 샛노란 꽃이 총상꽃차례에 매달려 핀다. 9월쯤 꽃송이가 달렸던 자리마다 작고 둥근 열매가 가득 열리고 붉은색으로 익는다. 가을이 되면 매자나무의 잎은 자줏빛으로 아름답게 물든다.

## 비슷한 나무
비슷한 나무로 당매자나무(B. poiretii)와 매발톱나무(B. amurensis)가 있다. 당매자나무는 하나의 꽃차례에 달리는 꽃의 수가 적고 잎 가장자리에 톱니가 없어 구분할 수 있고, 매발톱나무는 잎 가장자리의 톱니가 더 규칙적이고 세 갈래로 갈라진 가시의 길이가 1~2cm로 매우 날카로워 매자나무와 다르다.
변종으로 열매가 긴 타원형이고 가시가 3~7개로 갈라지는 연밥매자나무(B. koreana var. ellipsoideda Nakai)가 있다.

## 쓰임새
민간에서는 나무를 삶아 노란색으로 옷을 물들이는 데 사용하였다. 전통적으로 소화가 되지 않거나 안질환이 있을 때 치료약으로 사용하여 왔다. 매자나무는 각종 곰팡이나 기생충 또는 세균을 없애는 효능이 매우 강하여 각종 염증 질환에 사용하여 온 베르베린(berberine)이라는 물질을 함유하고 있다. 그래서, 장염이나 이질 설사에 약으로 쓴다.
뿌리와 줄기를 ‘소벽’(小檗)이라 부르며, 약으로 쓴다. 성미는 쓰며(苦), 따뜻하다(寒). 열을 풀어 주면서 해독하며, 습기를 말리는 효능이 있다. 소변을 통하게 하여 통증을 멈추게 하며, 기를 소통시키고 혈(血)을 조화롭게 하여 순리대로 기능하게 하는 효능이 있다.

## 참고 문헌
- 《우리가 정말 알아야 할 우리 나무 백 가지》(현암사, 1995) ISBN 89-323-0830-6
- 《조경수목 핸드북》(광일문화사, 2000) ISBN 89-85243-25-X
- 《나무 쉽게 찾기》(진선출판사, 2004) ISBN 978-89-7221-414-4